# Legge mosaica

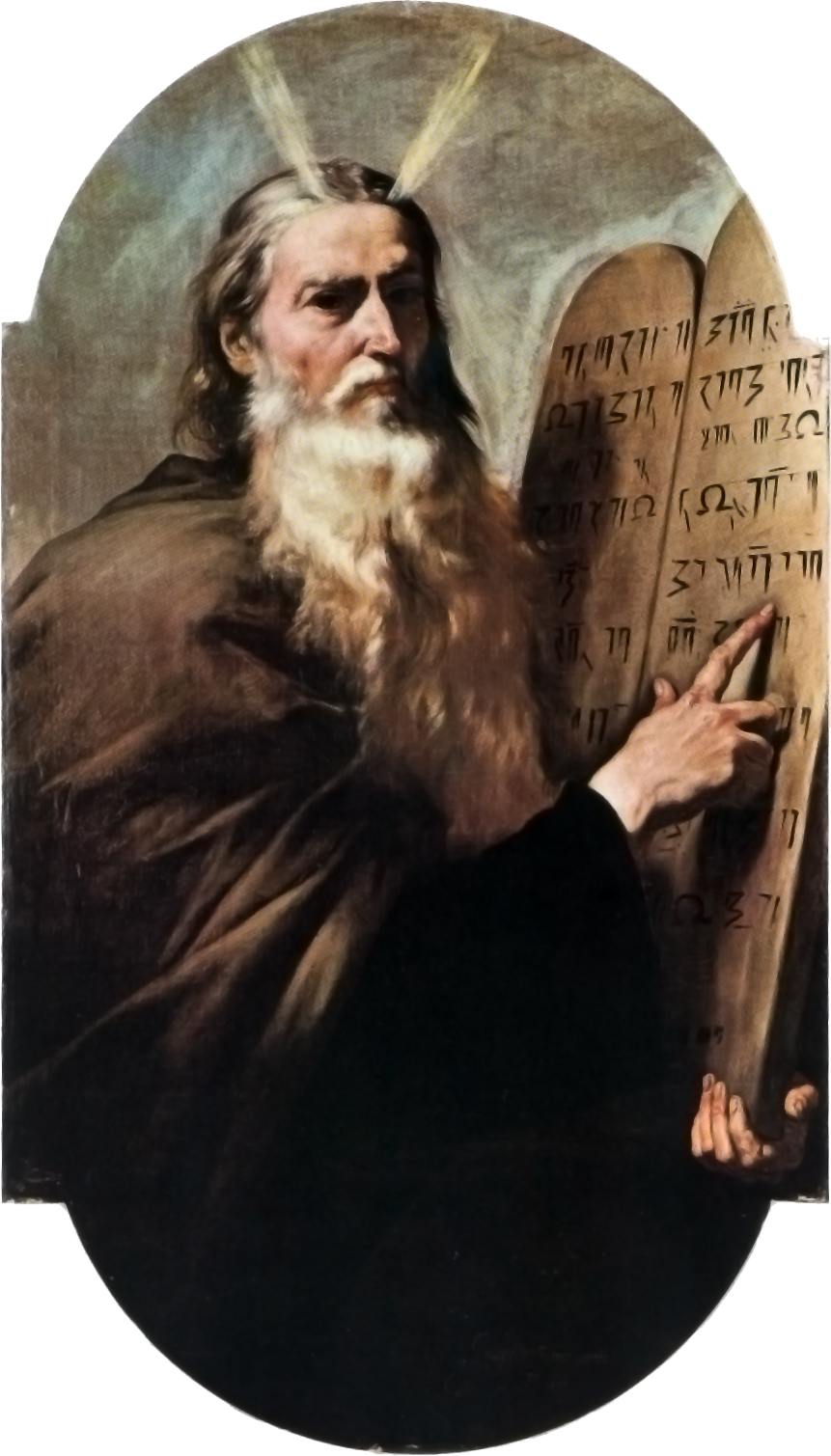
Mosè, di José de Ribera, 1638, Museo nazionale di San Martino, Napoli

La legge mosaica o legge di Mosè (in ebraico: תֹּורַת מֹשֶׁה, Torat Moshe) è la legge degli antichi Israeliti registrata nei primi cinque libri del Tanakh, che insieme compongono la Torah.
Viene citata per la prima volta in un passo del libro di Giosuè 8,31-32, dove l'omonimo protagonista incide le parole della Legge di Mosè sull'altare del monte Ebal. Il termine viene citato altre 15 volte nella Bibbia ebraica, 7 nel Nuovo Testamento, e ripetutamente nella letteratura rabbinica, del periodo del Secondo Tempio e patristica.

## Fonte
In Atti 7:30-42, santo Stefano rivela che la legge sul Monte Sinai non fu data a Mosè direttamente da Dio: per tramite degli angeli, Mosè si trovò sul Monte Sinai, fra l'angelo e i padri di Israele, a ricevere in consegna parole eterne che trasmise al suo popolo. Agli angeli è associato anche un ruolo nell'edificazione della Dimora dell'Altissimo (Atti 7:48-53).

## Contenuto
La legge mosaica viene spiegata nei libri dell'Esodo, Levitico, Numeri e successivamente viene ripresa nel Deuteronomio. Essa contiene:
- Dieci comandamenti
- Leggi morali (omicidio, furto, onestà, adulterio ecc.)
- Leggi sociali (proprietà, eredità, matrimonio, divorzio ecc.)
- Leggi sull'alimentazione (cibi puri e impuri, cucina e immagazzinamento)
- Leggi sulla purità (mestruazioni, emissioni seminali, malattie della pelle, muffa ecc.)
- Feste
- Sacrifici e offerte a Dio
- Istruzioni per i sacerdoti ed il sommo sacerdote, tra cui le decime
- Istruzioni sul Tabernacolo, sul Sancta sanctorum e sull'Arca dell'Alleanza (in seguito applicate al Tempio di Gerusalemme)
- Istruzioni per la costruzione degli altari
- Istruzioni per il futuro, in caso Israele desiderasse avere un re
- Istruzioni per i proseliti e leggi dei Noachidi

## Ricerca storica e legislazione nel Vicino Oriente antico
Gli studiosi moderni hanno confrontato la legge mosaica con altre leggi contemporanee o antecedenti ad essa del Vicino Oriente antico; la legge mosaica rivela somiglianze nella sua formulazione ed entità.
La legge mosaica nell'antico Israele si distingueva dai codici dei paesi del Vicino Oriente antico in quanto riguardava l'offesa ("peccato") fatta a Dio piuttosto che alla società, ma l'origine del concetto di peccato rimane comunque babilonese, ed è stato in seguito integrato dalla legge mosaica. Si può comparare quindi la legge mosaica a legislazioni babilonesi come il Codice di Ur-Nammu e il Codice di Hammurabi, dei quali una parte riguarda la nozione di contratto.
Ad ogni modo l'influenza della tradizione legislativa del Vicino Oriente antico nell'antico Israele è riconosciuta e ben documentata.
Per esempio l'anno sabbatico degli Israeliti riscontra degli antecedenti nel mesharum accadico, cioè gli editti con i quali si concedevano delle facilitazioni alle classi più povere. Un'altra distinzione importante risiede nel fatto che nei codici del Vicino Oriente antico, o anche in più recenti testi ugaritici riportati alla luce, veniva assegnato un ruolo importante e supremo alla figura del re, mentre nella legge dell'antico Israele lo stato doveva essere una teocrazia, non una monarchia.